# Siegfried Menrad
Siegfried Menrad (* 20. November 1928 in Schwäbisch Gmünd; † 26. Mai 2013 in Tübingen) war ein deutscher Wirtschaftswissenschaftler und Hochschullehrer.

## Leben
Nach Ausmusterung im Mai 1941 wurde Menrad zum September 1941 in die Adolf-Hitler-Schule Sonthofen einberufen. Er absolvierte die Reifeprüfung 1948 in Schwäbisch Gmünd ab und studierte ab dem Sommersemester 1949 Volkswirtschaftslehre zunächst an der Technischen Hochschule Stuttgart, seit dem Sommersemester 1952 dann an der Eberhard-Karls-Universität Tübingen. Er promovierte dort bei Rudolf Johns mit der Arbeit Abrechnungsverfahren bei innerbetrieblicher Leistungsverflechtung 1954 zum Dr. rer. pol. an der Universität Tübingen. Anschließend war er hier als wissenschaftlicher Assistent tätig. In Tübingen erfolgte 1963 auch seine Habilitation mit der Arbeit Der Kostenbegriff: Eine Untersuchung über den Gegenstand der Kostenrechnung. 1965 folgte Menrad einem Ruf an die Universität Mainz, bevor er 1969 auf eine Professur für Bankwirtschaft und Rechnungswesen an die Universität Tübingen zurückkehrte. 1994 erfolgte seine Emeritierung.
Zu seinen Fachgebieten gehörten Bankbetriebslehre, Rechnungswesen, Controlling sowie Wirtschaftsprüfung.
Seit 1950 war er Mitglied der Verbindung Normannia Tübingen.

## Publikationen (Auswahl)
- Der Kostenbegriff: Eine Untersuchung über den Gegenstand der Kostenrechnung. Duncker & Humblot, Berlin 1965.
- Rechnungswesen (= UTB, Bd. 98). Vandenhoeck und Ruprecht, Göttingen 1978, ISBN 3-525-03104-1.

Festschrift
- Werner Pfeiffer u. a.: Systemwirtschaftlichkeit. Konzeption und Methodik zur betriebswirtschaftlichen Fundierung innovationsorientierter Entscheidungen ; [Siegfried Menrad zum 65. Geburtstag] (= Innovative Unternehmensführung, Bd. 23). Vandenhoeck & Ruprecht, Göttingen 1994, ISBN 3-525-12572-0.